# Innere Stadt (Wien)
Die Innere Stadt ist der 1. Gemeindebezirk und gleichzeitig Teil des historischen Kerns der österreichischen Bundeshauptstadt Wien. Bis zu den ersten Eingemeindungen 1850 war der Bezirksteil innerhalb der Ringstraße auch größtenteils deckungsgleich mit dem Stadtgebiet.
Der 1. Bezirk zählt mit etwa 110.000 Beschäftigten die meisten Arbeitnehmer aller Wiener Bezirke, was auf die Präsenz etlicher Verwaltungsbehörden, den Tourismus sowie die vielen Firmensitze aufgrund der zentralen Lage zurückzuführen ist.
Die Innere Stadt ist Teil der Welterbestätte Historisches Zentrum von Wien.

## Geographie

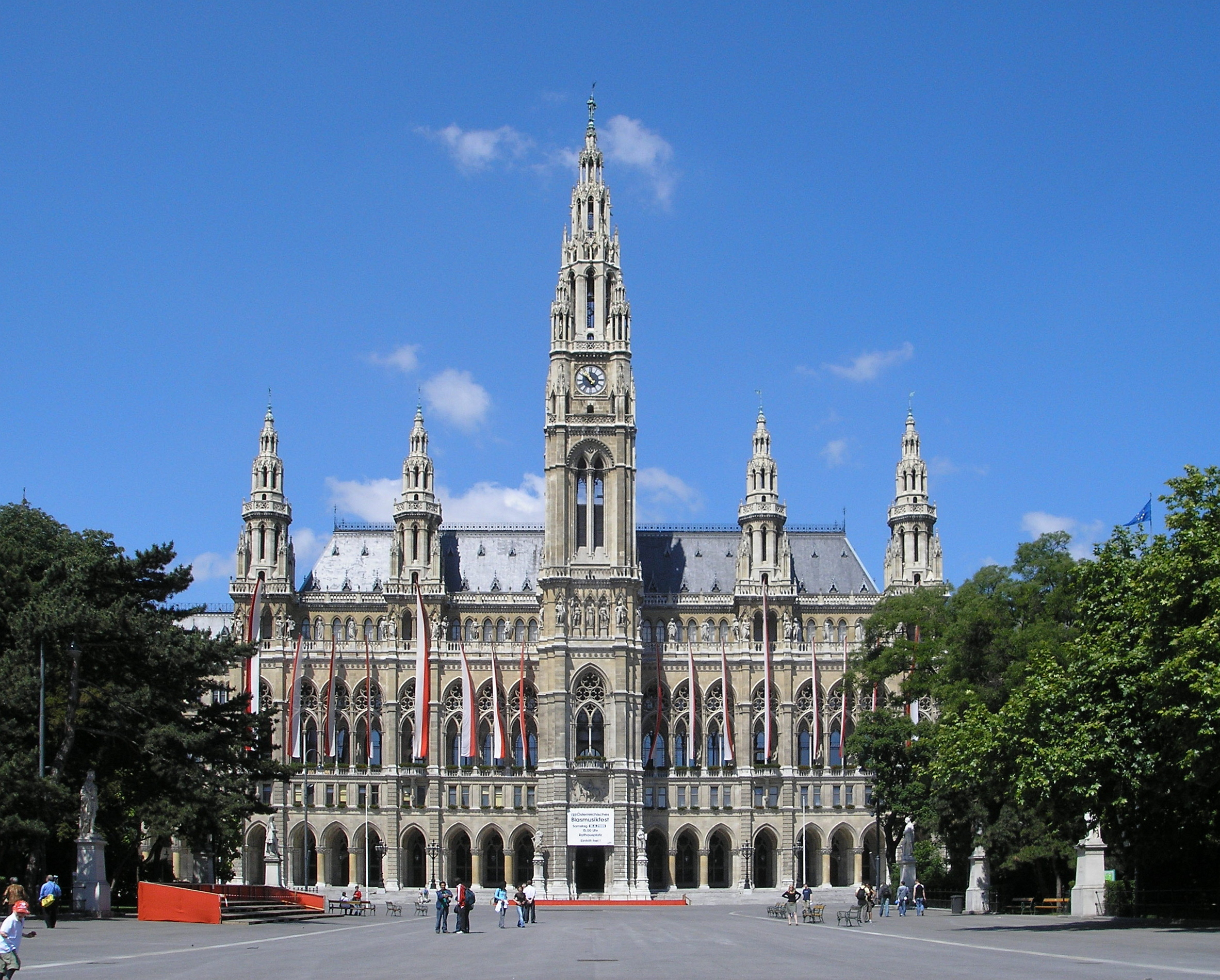
Wiener Rathaus

Der 1. Bezirk, die Innere Stadt, liegt im Zentrum der Stadt Wien. Er grenzt im Nordosten an den 2. Bezirk, die Leopoldstadt, im Osten an den 3. Bezirk, Landstraße, im Süden an den 4. Bezirk, die Wieden, im Westen an den 6. Bezirk, Mariahilf, und den 7. Bezirk, Neubau, sowie den 8. Bezirk, die Josefstadt; im Norden an den 9. Bezirk, den Alsergrund.
Die Grenze zu diesen Bezirken verläuft ab der Urania folgendermaßen: Wienfluss, Lothringerstraße, Karlsplatz, Getreidemarkt, Museumsplatz, Museumstraße, Auerspergstraße, Landesgerichtsstraße, Universitätsstraße, Maria-Theresien-Straße und Donaukanal.
Ursprünglich war die Innere Stadt in vier Viertel unterteilt, die nach wichtigen Stadttoren benannt waren: Stubenviertel (Nordosten), Kärntner Viertel (Südosten), Widmerviertel (Südwesten), Schottenviertel (Nordwesten). Eine statistische Gliederung des Bezirksgebiets besteht in den Zählbezirken, in denen die Zählsprengel des Gemeindebezirks zusammengefasst sind. Die sieben Zählbezirke in der Inneren Stadt sind Altstadt-Ost, Stubenviertel, Opernviertel, Regierungsviertel, Börseviertel, Altstadt-West und Altstadt-Mitte.

## Geschichte
Die Ursprünge der Inneren Stadt reichen zurück bis zu einer keltischen Siedlung und dem später errichteten römischen Legionslager Vindobona und dessen Canabae. Bis zur Eingemeindung der Vorstädte im Jahr 1850 war die Geschichte der Stadt Wien zugleich jene des heutigen 1. Bezirks. Aber auch danach blieb die Innere Stadt das politische, wirtschaftliche und geistliche Zentrum der Stadt; unter anderem mit dem Wiener Rathaus, der Hofburg als Amtssitz des Bundespräsidenten sowie mit dem Stephansdom, der Kathedrale der Erzdiözese Wien.

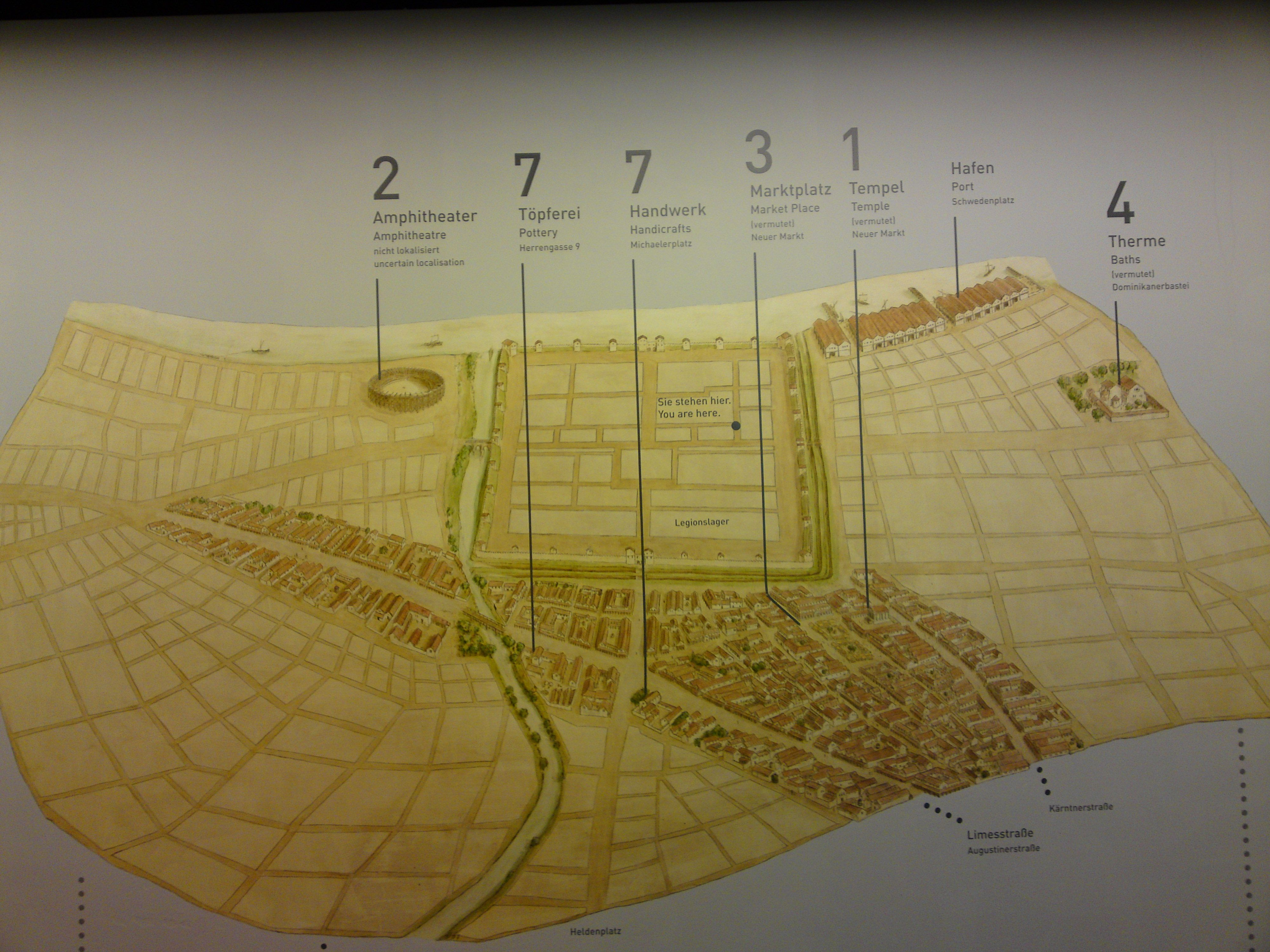
Übersicht der römischen Militärstadt Vindobona am Gebiet der heutigen Inneren Stadt, mit dem Legionslager im Zentrum

Die heutige Innere Stadt umfasst die gesamte spätantike Militärstadt (die zivile Canabae), mit dem Legionslager (Castrum) als Kern (die Militärstadt ist nicht zu verwechseln mit der nichtmilitärischen Zivilstadt um den Rennweg). Das Legionslager selbst war umgraben vom heutigen Tiefen Graben, dem letzten Teil des Ottakringer Bachs, dem Graben sowie der heutigen Rotenturmstraße und dem Wiener Arm der Donau am heutigen Salzgries.
Im frühen Mittelalter reduzierte sich das Siedlungsgebiet auf das Gebiet am Donaukanal, hin zum Berghof beim Hohen Markt. Die römischen Lagermauern nutzend konnte sich daraufhin die mittelalterliche Siedlung bis zum 12. Jhd. wieder auf das gesamte Lagergebiet ausdehnen. 1155 übersiedelte dann von Klosterneuburg der Herzog von Österreich am Rand des damaligen Siedlungsgebiets, in das ehemalige Lagergebiet, auf dessen Burg (siehe Kirche am Hof, ehem. Hofkirche), wodurch Am Hof die Babenberger Pfalz und der wichtigste Platz des politischen öffentlichen Lebens Wiens im Mittelalter wurde. Etwas später wurde zwar bereits die Hofburg als Verteidigungsanlage gebaut, zum Herrschaftshof wurde sie jedoch erst mit der Übersiedlung des Sitzes des Kaisers unter Kaiser Ferdinand im 16. Jahrhundert. Die Neue Burg ist demgegenüber als Ausbau der Hofburg in der Hochmoderne zu verstehen.
Nachdem der Herzog Wien zu seinem Sitz gemacht hatte, wuchs bis ins 13. Jhd. die Stadt wieder auf das Gebiet der Canabae und somit auf weite Teile der heutigen Inneren Stadt. Dieses Siedlungsgebiet wurde zu dieser Zeit, im Gegensatz zur Canabae in der Antike, mit den Wiener Stadtmauern befestigt, welche in ihrer modernen Form bis 1858 bestanden.
1850 wurden die außerhalb der Mauern, bzw. außerhalb der Inneren Stadt und damit der bis dahin eigentlichen Stadt Wien, angewachsenen Ortschaften gemeinsam mit der Inneren Stadt als zunächst acht Bezirke, bis zur Linienwall-Steuergrenze, zusammengefasst. Diese Erweiterung wurde mit dem Abriss der Stadtmauer und der Bebauung des damit freigewordenen Teils der Inneren Stadt, mit u. a. der Ringstraße und dessen Prachtbauten, vollendet.

## Bevölkerung
Bevölkerungsentwicklung
Quelle: Statistik.at

### Bevölkerungsentwicklung
1869 lebten im Bezirksgebiet 68.079 Menschen. Seit dem Höchststand von fast 73.000 Einwohnern im Jahr 1880 war die Bevölkerungsentwicklung rückläufig. 2011 wurde mit knapp über 16.000 Menschen der niedrigste Wert verzeichnet. Die Innere Stadt ist der bevölkerungsärmste Bezirk in Wien.

### Bevölkerungsstruktur
Der Anteil der Menschen, die 65 Jahre und älter sind, ist mit 24,3 Prozent überdurchschnittlich, da im gesamten Wiener Stadtgebiet dieser Anteil 16,9 Prozent beträgt. Der Anteil der Bevölkerung unter 15 Jahren betrug 10,4 Prozent, was deutlich unter dem Wiener Durchschnitt von 14,4 Prozent liegt. Der Anteil der weiblichen Bevölkerung lag 2014 mit 52,1 Prozent im Durchschnitt Wiens.

### Herkunft und Sprache
Der Anteil der Einwohner mit ausländischer Staatsbürgerschaft lag 2014 mit 21,3 Prozent rund 3 Prozent unter dem Durchschnitt Wiens. Dabei waren 3,4 Prozent der Bevölkerung deutsche Staatsbürger und 1,5 Prozent Bürger von Serbien. 0,8 Prozent waren Bürger aus Kroatien, die Übrigen sonstige Staatsangehörige. Insgesamt waren 2011 etwa 33,8 Prozent der Bevölkerung außerhalb Österreichs geboren.

### Religionsbekenntnis
Der Anteil der Menschen mit römisch-katholischem Bekenntnis beträgt 51,3 Prozent. Es gibt im Gemeindebezirk sechs römisch-katholische Pfarren, die das Stadtdekanat 1 bilden. Anteilsmäßig hinter den Personen mit römisch-katholischem Bekenntnis folgen 6,6 Prozent mit evangelischem Glauben und 5,1 Prozent mit orthodoxem Bekenntnis. Die Angehörigen des jüdischen Glaubens liegen mit 3,3 Prozent an der vierten Stelle. 11 Prozent gehören anderen Religionen und 22,7 Prozent der Bezirkseinwohner sind ohne religiöses Bekenntnis.

## Politik
| Jahr | SPÖ   | ÖVP   | FPÖ   | Grüne | NEOS  | LIF   | BZÖ | WIR  | Sonstige |
| ---- | ----- | ----- | ----- | ----- | ----- | ----- | --- | ---- | -------- |
| 1991 | 23,59 | 46,36 | 15,93 | 12,01 | -     | n.k   | -   | n.k  | 2,11     |
| 1996 | 18,90 | 38,21 | 19,65 | 11,35 | -     | 11,27 | -   | n.k  | 0,62     |
| 2001 | 25,64 | 33,11 | 17,68 | 17,34 | -     | 4,41  | -   | n.k  | 1,82     |
| 2005 | 29,84 | 43,32 | 6,08  | 18,30 | -     | 0,73  | 0,9 | n.k  | 0,83     |
| 2010 | 23,44 | 37,95 | 10,30 | 18,37 | -     | 1,26  | 1,2 | 6,60 | 0,9      |
| 2015 | 24,18 | 25,68 | 18,73 | 15,97 | 9,45  | -     | -   | 5,09 | 0,9      |
| 2020 | 22,97 | 40,52 | 4,85  | 17,38 | 11,06 | -     | -   | -    | 3,22     |

| ← 2015Bezirksvertretungswahl in Wien Innere Stadt (1.) 2020Vorläufiges Ergebnis mit Briefwahlkarten %50403020100 40,5 (+14,8)23,0 (−1,2)4,9 (−13,8)17,4 (+1,4)11,1 (+1,6)3,2 (−2,8) ÖVPSPÖFPÖGRÜNENEOSSonst.20152020 |

Die ÖVP stellt seit 1946 durchgehend den Bezirksvorsteher und hielt nach dem Zweiten Weltkrieg bis 1991 die absolute Stimmen- und Mandatsmehrheit, während die Sozialdemokratische Partei Österreichs (SPÖ) während dieser Zeit den zweiten Platz belegte. Nach starken Gewinnen der Freiheitlichen Partei Österreichs (FPÖ) und der Grünen verlor die ÖVP 1991 jedoch ihre absolute Stimmen- und Mandatsmehrheit. 1996 sank der Stimmenanteil der ÖVP unter 40 Prozent und die FPÖ konnte die SPÖ erstmals auf den dritten Platz verweisen. Zudem gelang dem Liberalen Forum (LIF) der Einzug in die Bezirksvertretung. Bei den Wahlen 2001 setzte sich der Stimmenverlust der ÖVP fort. Sie erreichte nur noch 33,1 Prozent, während die SPÖ durch starke Gewinne auf 25,6 Prozent kam. Die FPÖ fiel mit 17,7 Prozent zurück und konnte sich nur noch knapp vor den Grünen (17,34 Prozent) halten. Das LIF verlor und kam nur noch auf ein Mandat. Bei den Bezirksvertretungswahlen 2005 rechnete sich die SPÖ auf Grund von schlechten Umfragedaten erstmals Chancen auf den Bezirksvorsteher aus, woraufhin die ÖVP als Spitzenkandidatin die EU-Parlamentarierin Ursula Stenzel aufbot. Stenzel konnte schließlich mit einem Stimmenzuwachs von 10,2 Prozent einen großen Wahlsieg erzielen, womit die ÖVP mit 43,3 Prozent wieder den ersten Platz belegte. Die SPÖ blieb trotz eines Zugewinns mit 29,8 Prozent klar hinter der ÖVP, während die Grünen leicht auf 18,3 Prozent zulegten und die FPÖ von 11,6 Prozent auf 6,1 Prozent fiel. Der Trend der Wahl von 2005 kehrte sich jedoch bereits 2010 wieder um. Die ÖVP verlor 5,4 Prozent, konnte mit 38,0 Prozent jedoch den ersten Platz halten, da die SPÖ nur noch 23,4 Prozent erreichte. Während die Grünen mit 18,4 Prozent nahezu unverändert blieben, verdoppelte die FPÖ mit 10,3 Prozent ihren Mandatsstand. Erstmals konnte auch die Liste „Wir im Ersten“ (WIR) in die Bezirksvertretung einziehen, die 6,6 Prozent erreichte. Das BZÖ scheiterte trotz Zugewinnen von 0,9 Prozent auf 1,2 Prozent am Einzug.
Die ÖVP entschied im November 2014, bei der Wiener Landtagswahl 2015 mit Bezirksparteichef Markus Figl und nicht mehr mit Ursula Stenzel als Spitzenkandidaten anzutreten. Stenzel erklärte daraufhin, für die FPÖ sowohl auf der Liste für den Gemeinderat als auch in der Inneren Stadt für das Amt der Bezirksvorsteherin zu kandidieren. Die ÖVP konnte letztlich aber den ersten Platz halten, während die FPÖ nur dritte wurde. Als Ergebnis wurde Markus Figl am 22. Dezember 2015, dem spätestmöglichen Termin, als Bezirksvorsteher angelobt.

## Wappen
Das Wappen des 1. Bezirks zeigt ein weißes Kreuz auf rotem Grund. Es ist mit dem Brustschild bzw. der einfacheren Form des Wiener Wappens identisch, die seit dem Mittelalter verwendet wird, wird jedoch stilistisch in einfacherer Form verwendet als im heutigen Stadtwappen.

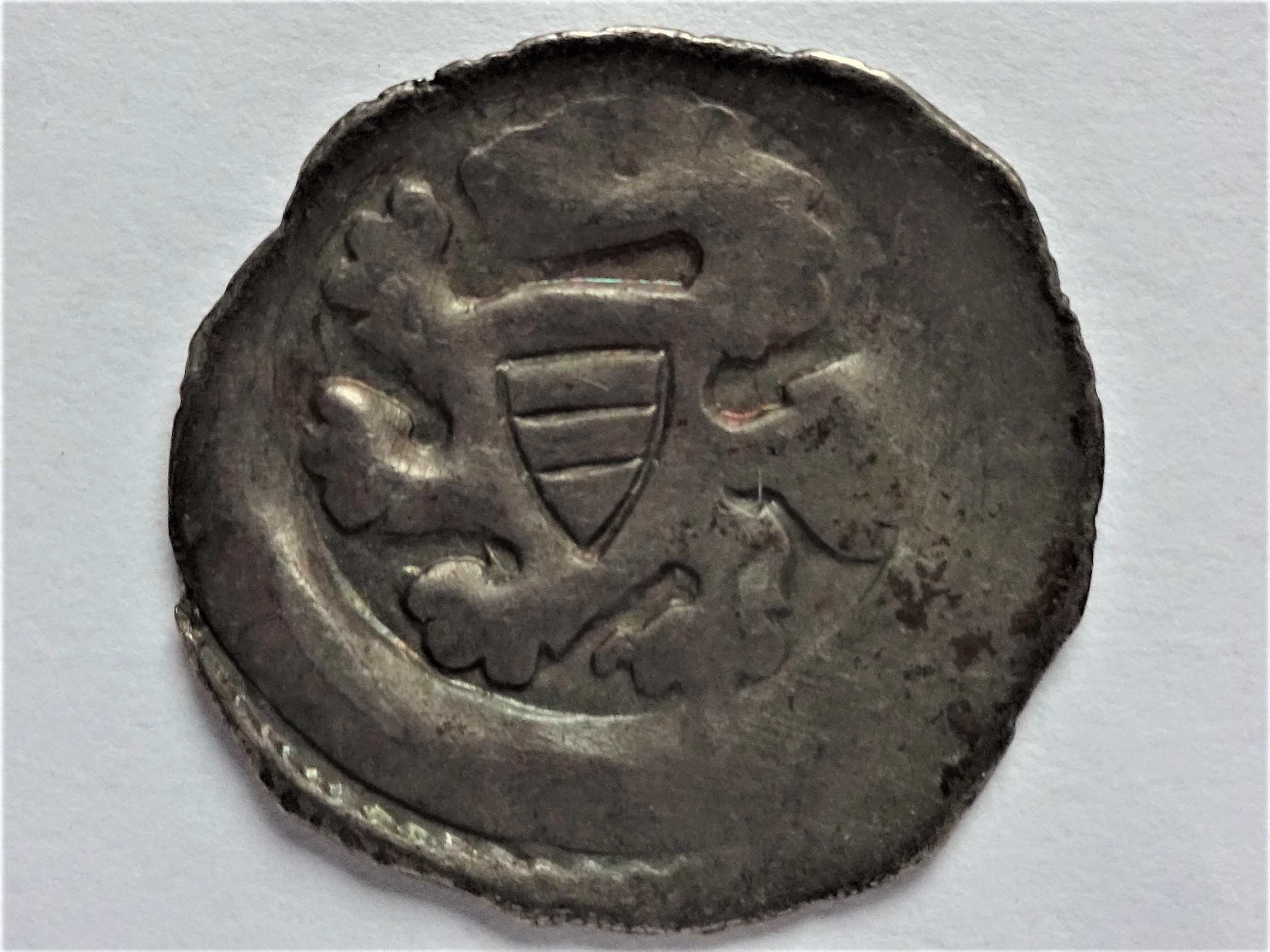
Wiener Pfennig, Löwe mit Brustschild, 14. Jahrhundert

Das heute verwendete Wappen ist erstmals aus den 1270er Jahren belegt, wo es auf die sogenannten „Wiener Pfennige“ geprägt wurde. Vermutet wird, dass das Wappen auf die Fahne der königlichen Truppen im Mittelalter zurückgeht, da die Sturmfahne der Truppen zur Zeit Rudolfs I. ähnlich gestaltet war.

## Kultur und Sehenswürdigkeiten

### Sehenswürdigkeiten

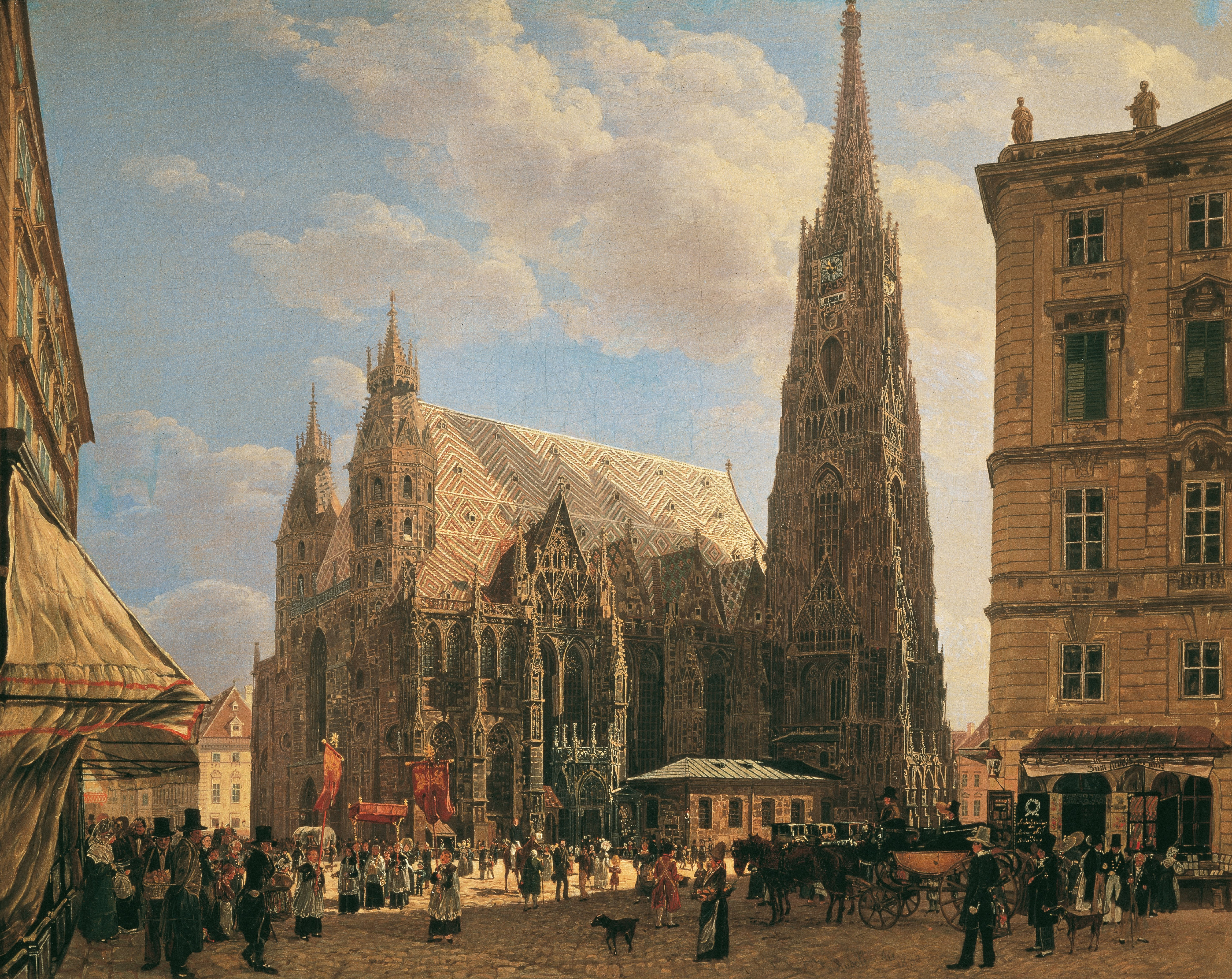
Stephansdom

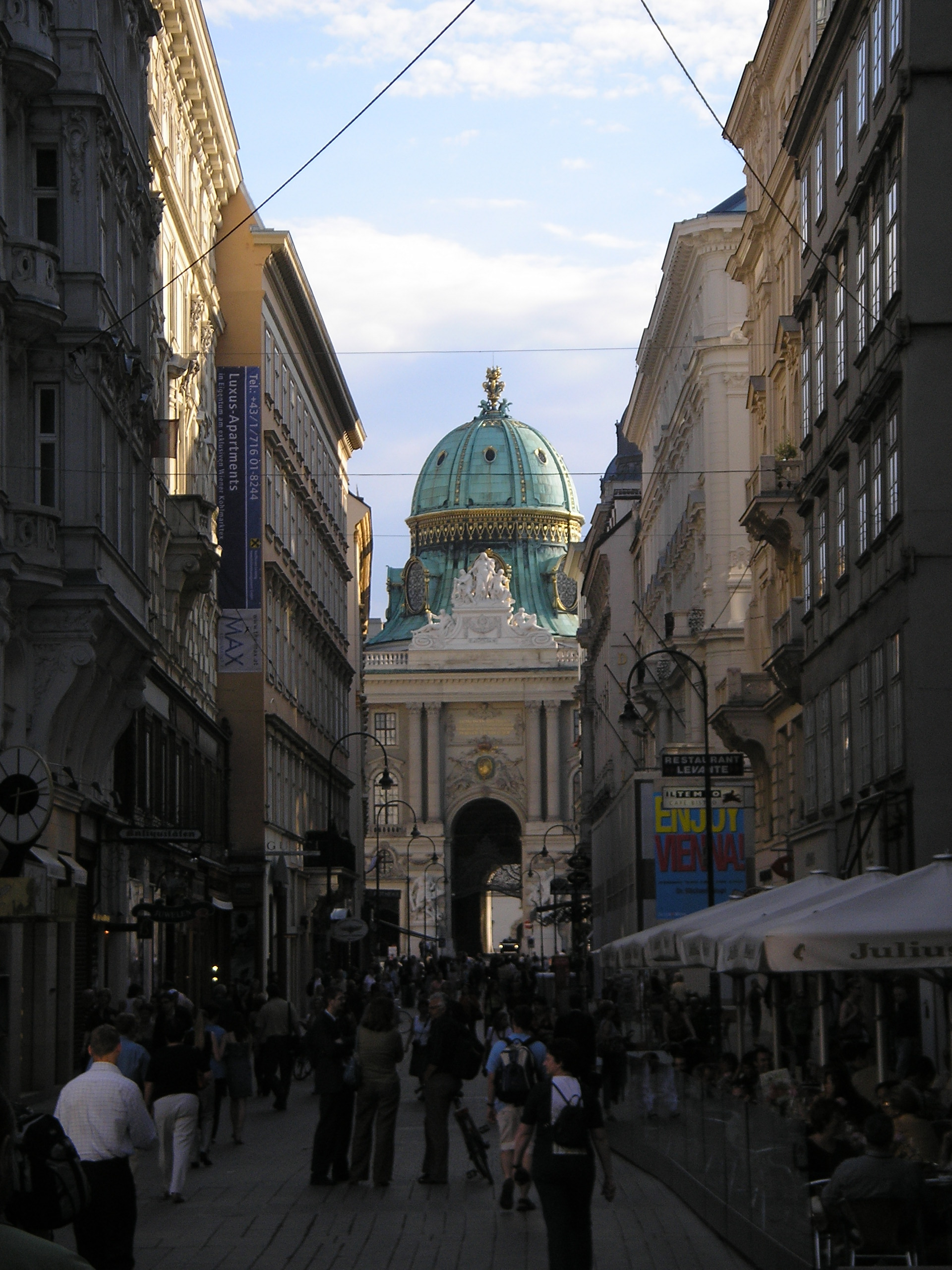
Kohlmarkt im 1. Bezirk mit Blick auf den Michaelertrakt der Hofburg

| - Stephansdom - Hofburg - Wiener Staatsoper - Burgtheater - Wiener Rathaus - Virgilkapelle - Graben und die darauf befindliche Pestsäule - Minoritenkirche - Peterskirche - Ruprechtskirche - Schottenstift mit Schottenkirche - Kirche Maria am Gestade - Sankt Salvator | - Am Hof - Hoher Markt - Judenplatz - Donnerbrunnen auf dem Neuen Markt - Schönlaterngasse mit Basiliskenhaus - Jesuitenkirche - Kärntner Straße - Annagasse - Kohlmarkt - Michaelerplatz |

Um die Altstadt führen seit der Schleifung der Stadtmauern ab 1858 die 1865 eröffnete Ringstraße und der 1860 fertiggestellte Franz-Josefs-Kai. Die beiderseits der Ringstraße entstandenen Gebäude gehören zum 1. Bezirk.
Als einzige Synagoge Wiens überstand trotz erheblicher Verwüstung der Stadttempel in der Seitenstettengasse 4 die Reichspogromnacht.

### Museen
Die Innere Stadt ist mit mehr als 60 Museen der Bezirk mit den meisten Museen in Wien. Das meistbesuchte Museum im Bezirk und nach dem Schloss Schönbrunn das meistbesuchte Museum Wiens ist die Albertina, mit etwa 65.000 Zeichnungen und über eine Million druckgrafischer Blätter eine der größten und bedeutendsten grafischen Sammlungen der Welt und in den letzten Jahren zum Kunstmuseum ausgebaut. Ebenfalls zu den vielbesuchten Museen zählt die Hofburg (Kaiserappartements, Sisi-Museum und Silberkammer), die Einblick in das Leben der Habsburger gewährt. Zu den bekanntesten Museen Wiens gehören das Kunsthistorische Museum und das Naturhistorische Museum, deren Bestände auf die Sammlungen der Habsburger zurückgehen. Neben weiteren Museen der bildenden Künste, wie dem Wiener Secessionsgebäude, dem Wiener Künstlerhaus, dem Bank Austria Kunstforum und der Gemäldegalerie der Akademie der bildenden Künste, befinden sich auch die Sammlungen der Österreichischen Nationalbibliothek (darunter Papyrusmuseum, Kartensammlung und Globensammlung) in der Inneren Stadt. Weitere bedeutende Museen sind das Jüdische Museum und das ehemalige Museum für Völkerkunde, seit 2017 Weltmuseum Wien. Kleinere Spezialmuseen wie das Uhrenmuseum, das Römermuseum und das Teddybär-Museum ergänzen das Angebot.

### Parkanlagen

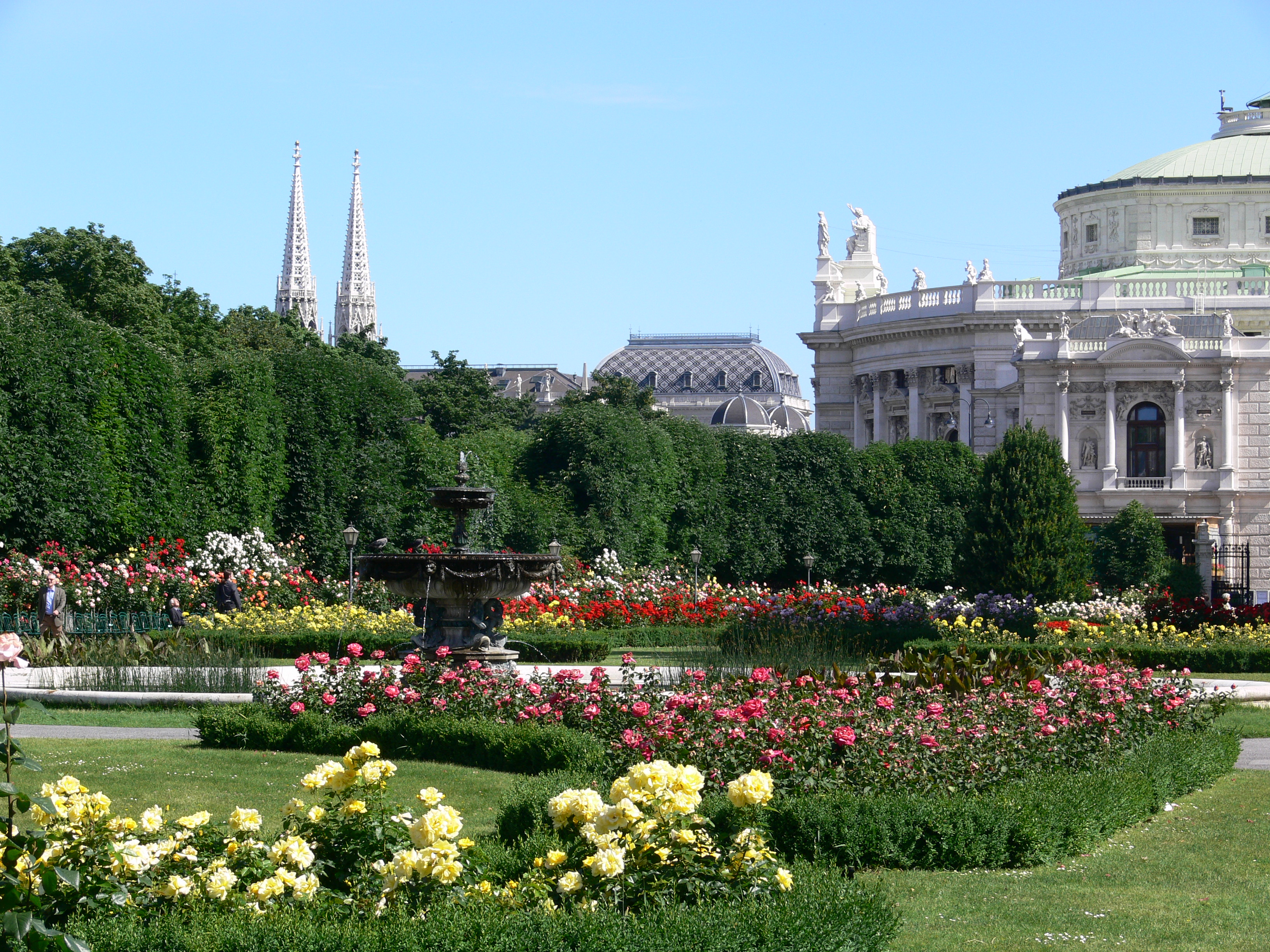
Rosenblüte im Volksgarten

Siehe auch: Liste der Wiener Parks und Gartenanlagen/Innere Stadt
Die bedeutendsten Parkanlagen in der Inneren Stadt liegen an der Ringstraße. Der 1862 eröffnete Wiener Stadtpark war der erste kommunale Park der Stadt. Er wird von der Wien durchflossen. Hier stehen zahlreiche Brunnen und Denkmäler, darunter das bekannte Johann-Strauß-Denkmal. Im Volksgarten befinden sich unter anderem die Denkmäler für Kaiserin Elisabeth und Franz Grillparzer. Der Burggarten war der kaiserliche Privatgarten bei der Hofburg und wurde erst 1919 öffentlich zugänglich gemacht. Der verkehrsfreie Rathausplatz in der Mitte des Rathausparks wird häufig für Veranstaltungen wie den Aufmarsch der SPÖ am 1. Mai, die Eröffnung der Wiener Festwochen, das sommerliche Musikfilmfestival und den „Adventzauber“ mit Christkindlmarkt genutzt. Zwischen Kunsthistorischem Museum und Naturhistorischem Museum liegt der Maria-Theresien-Park mit dem Maria-Theresien-Denkmal, vor der Votivkirche der Sigmund-Freud-Park.
Teile des unregelmäßig gestalteten Areals des Karlsplatzes sind die kleinen Grünanlagen Esperantopark und Girardipark (Resselpark und Rosa-Mayreder-Park zählen zum 4. Bezirk). Der Beethovenpark befindet sich vor dem Akademischen Gymnasium, der Schillerpark vor der Akademie der bildenden Künste. Die Verlängerung des Schillerparks zur Ringstraße heißt Robert-Stolz-Park. Innerhalb der Ringstraße liegen der Hermann-Gmeiner-Park hinter der alten Börse und der Rudolfspark am Rudolfsplatz. Beserlparks sind der PaN-Garten auf der Freyung und der Rock-Park entlang der Schreyvogelgasse.

## Wirtschaft und Infrastruktur

### Einzelhandel

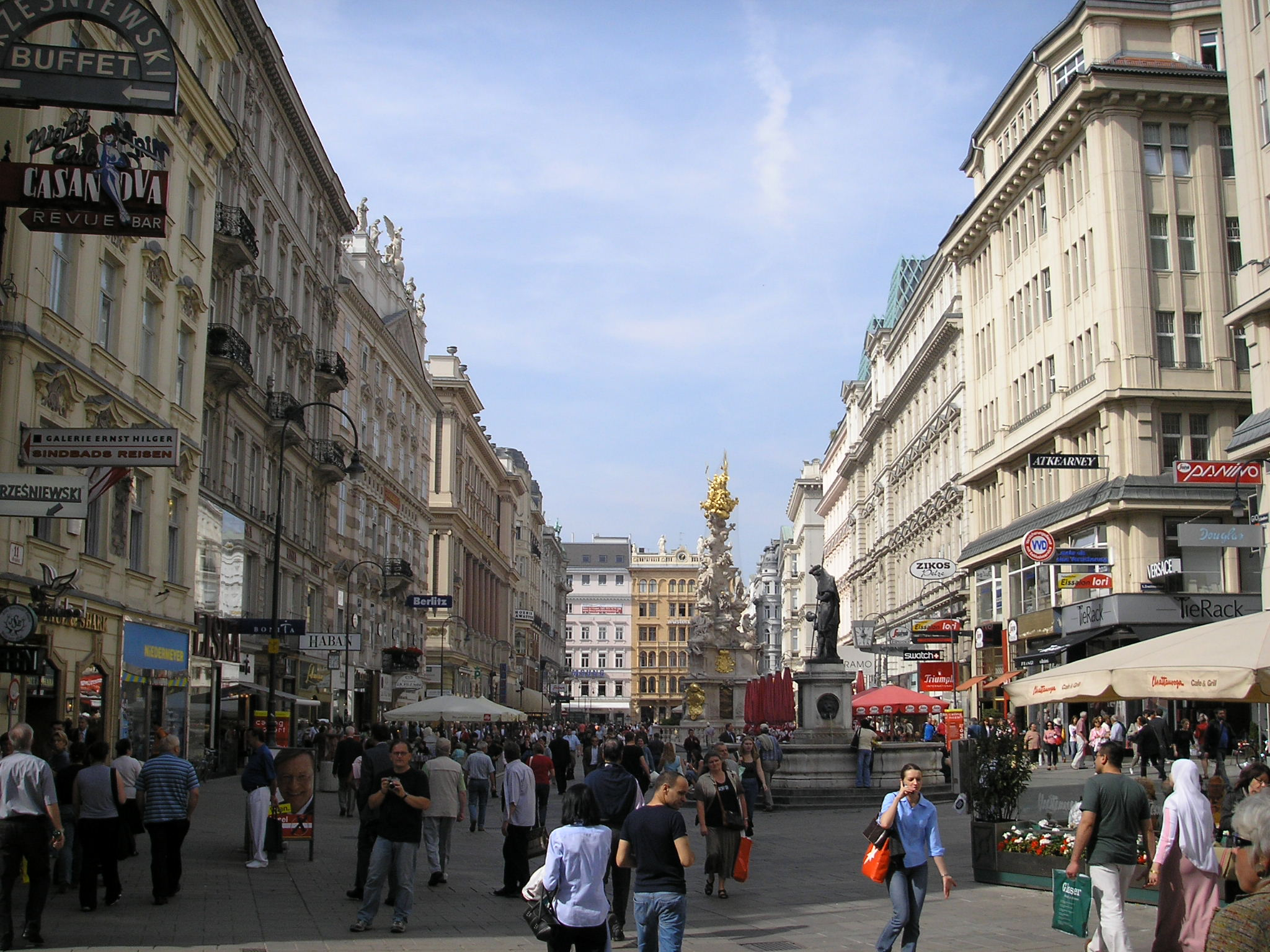
Der Graben ist eine der Haupteinkaufsstraßen

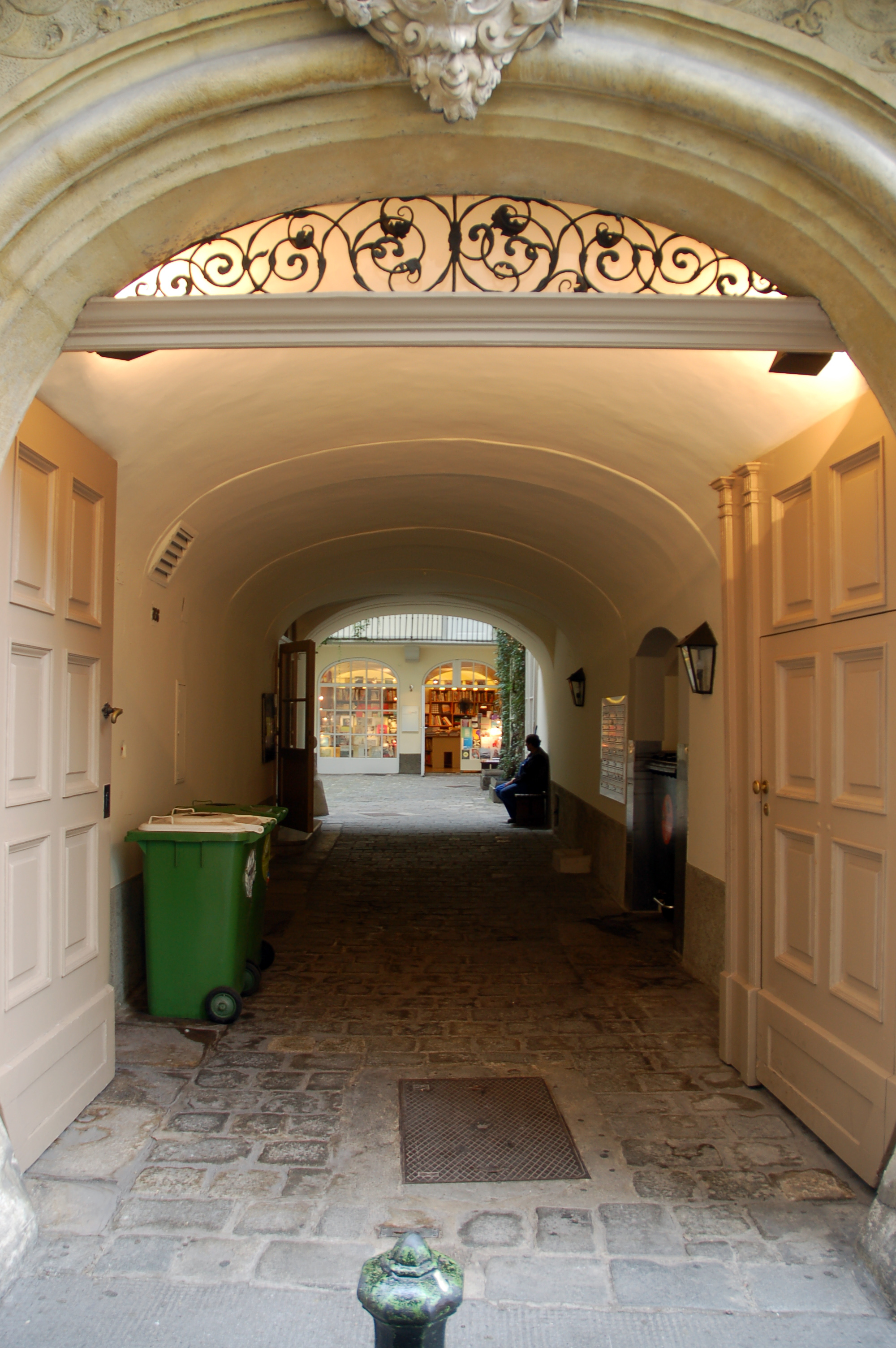
Bäckerstraße

Laut einer Erhebung im Jahr 2009 ist der Anteil der einzelhandelsbegleitenden Nutzungen (wie Gastronomie oder Dienstleistungsbetriebe) mit 45 % signifikant hoch (und somit der Einzelhandel per se eher unterrepräsentiert). Dieser fällt im Bereich des „Goldenen U“ (so wird der Straßenzug Kärntner Straße – Graben – Kohlmarkt bezeichnet) massiv auf 26 % ab. Auch die durchschnittliche Shopgröße variiert innerhalb der beiden Gebiete stark. Ist sie gesamthaft gesehen mit 116 m² unterdurchschnittlich (Wien-Durchschnitt: 137 m²), liegt sie im Hauptgeschäftsbereich bei 167 m². Gegenüber einer Erhebung 2004 ist ein Anstieg der Verkaufs- (+ 6,9 % auf 165.000 m²) und insbesondere Geschäftsfläche (+ 17,2 % aus 300.000 m²) erkennbar. Dies ist allerdings auch durch die peniblere Erhebung erklärbar, die sich in spärlicher besetzten Gegenden, etwa dem Textilviertel, des 1. Bezirks zeigte.
Auch die Verkaufsflächen haben sich deutlich (der flächenmäßig zweithöchste Anstieg aller Geschäftsstraßen) erhöht. Durch die überregionale Strahlkraft der (nach der Mariahilfer Straße) zweitgrößten Wiener Einzelhandelsagglomeration (nach Verkaufsflächen) kann ein Einzugsgebiet angesprochen werden, das über die Wiener Stadtgrenzen hinaus reicht. Neben der Verkaufsfläche hat sich aber auch die Leerstandsfläche erhöht. Etwa 25.000 m² Geschäftsfläche sind derzeit in der Inneren Stadt ungenutzt, das entspricht einem leicht überdurchschnittlichen Wert von 8,4 %, der im Bereich des „Goldenen U“ nur unwesentlich (7,9 %) abweicht. Der Filialisierungsgrad und der Filialflächenanteil sind aufgrund der – zwar schon stark dezimierten, aber immer noch vorhandenen – historisch kleinstrukturierten Geschäftsstruktur unterdurchschnittlich und steigen im Bereich des „Goldenen U“ erwartungsgemäß stark an. Die lokalen Unternehmer, die dem Handel einen ortsspezifischen Charakter verleihen, sind auch eher in Seitenstraßen zu finden.

### Sicherheit

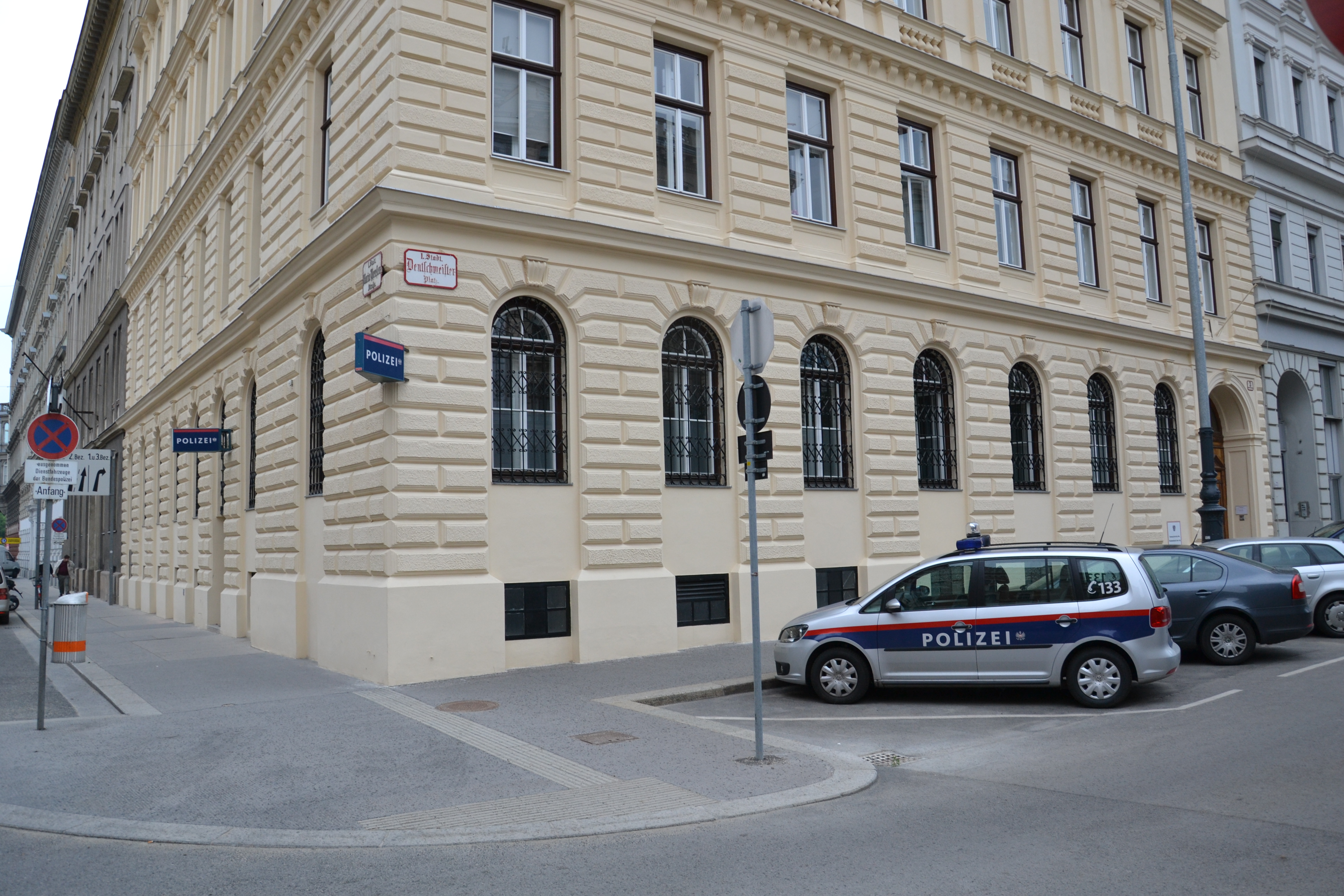
Polizeiinspektion Deutschmeisterplatz

In der Inneren Stadt sind insgesamt neun Polizeiinspektionen der Bundespolizei etabliert. Sie ist damit der Gemeindebezirk mit den meisten Polizeiinspektionen. Sie befinden sich
- am Deutschmeisterplatz 3 (eigentlich Maria-Theresien-Straße 28, es handelt sich um eine Identadresse): An diesem Standort ist auch das Stadtpolizeikommando und das Polizeikommissariat Innere Stadt untergebracht.
- am Schottenring 7-9: Die PI ist hier im Gebäude der Landespolizeidirektion Wien (ehemalige Bundespolizeidirektion Wien) untergebracht.
- am Laurenzerberg 2
- auf der Brandstätte 4
- am Ballhausplatz 2: Es handelt sich hier um ein sogenanntes „Hauswachzimmer“ in dem kein Parteienverkehr stattfindet. Es ist im Gebäude des Bundeskanzleramtes untergebracht.
- in der Hofburg: Es handelt sich hier um ein sogenanntes „Hauswachzimmer“ in dem kein Parteienverkehr stattfindet. Es ist im Leopoldinischen Trakt der Hofburg, am Amtssitz des Bundespräsidenten, untergebracht
- in der Goethegasse 1
- in der Kärntnertorpassage: Die PI befindet sich am Ausgang der Kärntnertorpassage hin zum Karlsplatz, ehemals ein Treffpunkt der offenen Drogenszene
- am Minoritenplatz 9: Es handelt sich hier um ein sogenanntes „Hauswachzimmer“ im Gebäude des Bundesministeriums für Inneres, in dem kein Parteienverkehr stattfindet.

## Städtepartnerschaften
- Taitō, seit 1989[20]
- I. Bezirk der Stadt Budapest, Ungarn, seit 2004[21]
- Stadtbezirk Shapingba der Stadt Chongqing, Volksrepublik China, seit 2004[22]